# Maia (divinità)

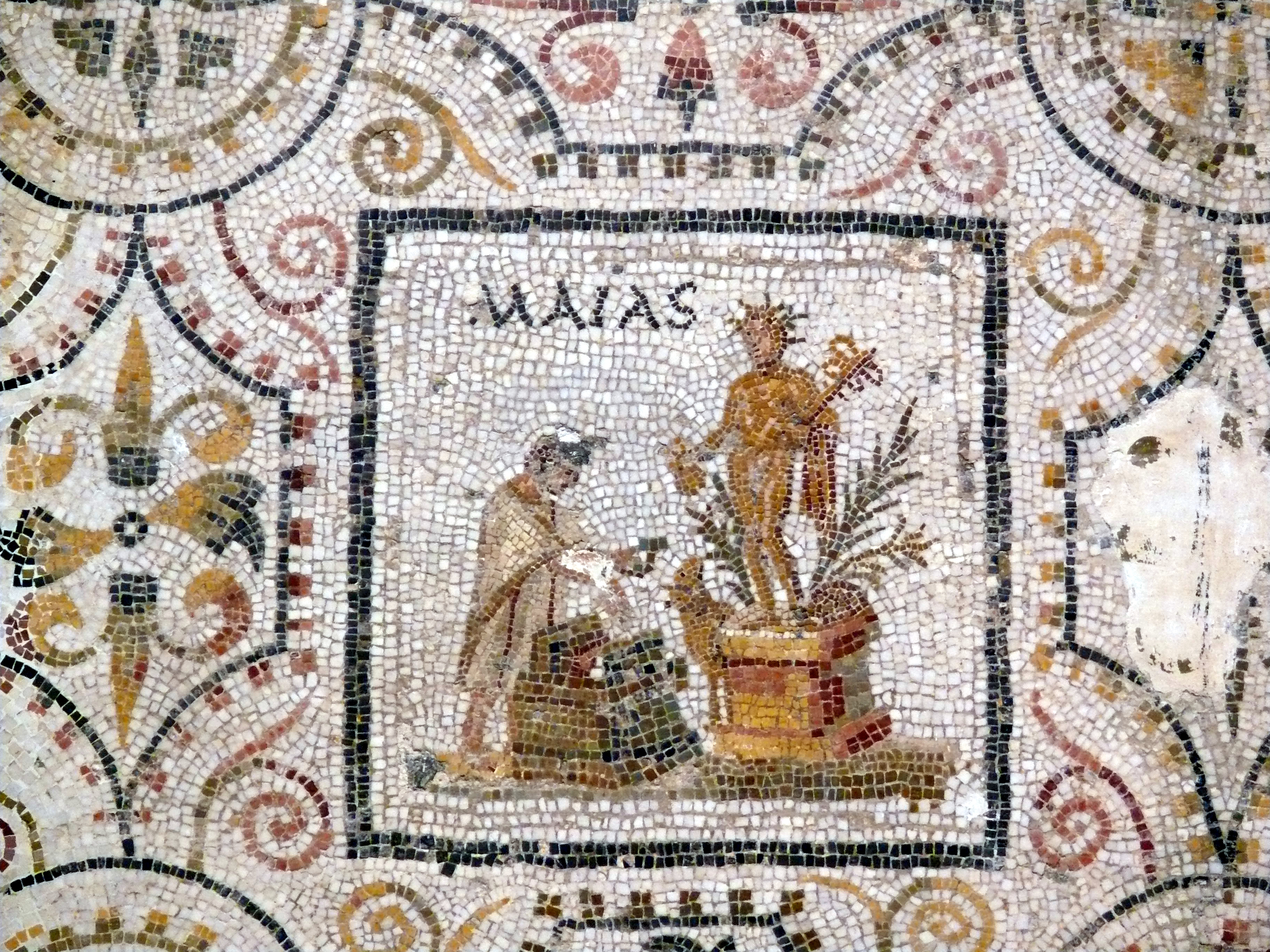
Rappresentazione di sacrificio a Mercurio, figlio della dea Maia, in un mosaico di epoca romana, conservato nel museo archeologico di Susa

Maia o Maia Maiestas è una figura della mitologia romana e, in particolare, un'antica dea della fecondità e del risveglio della natura in primavera. 
Originariamente una divinità autoctona, fu successivamente identificata con la sua omonima greca secondo l'interpretatio graeca, e considerata quindi la madre del dio Mercurio.

## Etimologia
Il nome di Maia deriva probabilmente dall'aggettivo comparativo maius, maior che in latino significa maggiore o più grande.
Il nome del mese di maggio deriva da quello della dea e dal fatto che la sua festività fosse collocata il primo giorno del mese. Anche il nome maiale pare sia giunto alla lingua latina (sus maialis) e quindi a quella italiana dal suo.

## Mitologia
Nella mitologia romana arcaica, Maia era connessa con il dio Vulcano,, che ogni 1º maggio le offriva in sacrificio una scrofa gravida, in modo che anche la terra fosse gravida di frutti. Venne anche identificata con altre divinità della fertilità, tra cui Bona Dea, Opi, e successivamente Cibele. Lo scrittore Macrobio nel Saturnalia (I, 12-21) riporta: «secondo Cornelio Labeone alle calende di maggio fu dedicato un Tempio a Maia, cioè alla terra, sotto il nome di Bona Dea».